# Nansheng-Brennofen
Der Nansheng-Brennofen (chinesisch 南勝窯 / 南胜窑, Pinyin Nánshèng yáo) war ein Keramikbrennofentyp gegen Ende der Ming- und Anfang der Qing-Dynastie. Die Öfen befanden sich auf dem Gebiet der Großgemeinde Nansheng und der Gemeinde Wuzhai des Kreises Pinghe der bezirksfreien Stadt Zhangzhou in der chinesischen Provinz Fujian. 
Seine Erzeugnisse gehören zur nach der Stadt Shantou (Swatow) (in der südwestlichen Nachbarprovinz Guangdong) benannten Swatow ware (Shantou qi 汕头器; engl. Swatow ware).
Die Stätte des Nansheng-Brennofens aus der Zeit der Ming- und Qing-Dynastie steht seit 2006 auf der Liste der Denkmäler der Volksrepublik China (6-98).